# Proscyllium magnificum
Proscyllium magnificum — акула з роду Смугаста котяча акула родини Смугасті котячі акули. Інші назви «чудова смугаста котяча акула», «андаманська котяча акула», «бірманська смугаста котяча акула».

## Опис
Загальна довжина досягає 49 см. Голова дуже коротка, трохи розширюється біля морди. Очі великі, овальні, горизонтальної форми з мигальною перетинкою. Ніздрі широкі. Носові клапани чітко розділені. Губні борозни короткі, але чітко виражені у кутах рота. Рот широкий, довгий. Зуби дрібні з гострими верхівками та боковими зубчиками (у самців їх 3, у самиць — 5). Загалом 80 зубів на обох щелепах. Верхні зуби стирчать при закритому роті. У неї 5 пар зябрових щілин, на яких звисають витягнуті відростки-сосочки. Тулуб щільний, дуже тонкий. Шкіряна луска коротка з 3 зубчиками, налягає одна на одну. Грудні плавці широкі, з округлими кінчиками. Має 2 спинних плавця трикутної форми, з округлою верхівкою, увігнутими задніми краями. Перший плавець більше за задній. Перший спинний плавець розташовано позаду грудних плавців. Задній — позаду анального плавця, який менший за задній спинний плавець. Хвіст короткий. Хвостовий плавець гетероцеркальний.
Загальний фон спини та боків темний, по ньому розкиданий строкатий малюнок, що складається з численних плямочок й цяточок різної форми. Плямочки присутні на спинному, анальному плавцях. Черево має білуватий, іноді сірувате з невеличкими плямами.

## Спосіб життя
Тримається на глибині до 144 м, біля континентального шельфу. Живиться дрібними костистими рибами, невеликими головоногими молюсками, ракоподібними.
Статева зрілість у самців настає при розмірі 47 см. Це яйцеживородна акула.

## Розповсюдження
Мешкає в Андаманському морі неподалік від узбережжя М'янми.